# Incilius chompipe
Incilius chompipe é uma espécie de sapo da família Bufonidae. Ele é endêmico na Cordilheira Central da Costa Rica. Seu habitat natural são as florestas úmidas de montanha tropicais e subtropicais.